# آذری‌های ارمنستان
آذربایجانی‌های ارمنستان (به ترکی آذربایجانی: Ermənistan azərbaycanlıları) شاخه‌ای از مردم ترک، که بزرگ‌ترین اقلیت حوزه جغرافیای کنونی ارمنستان تا قبل از فروپاشی شوروی بودند. که در طول سال‌های ۱۹۸۸-۱۹۹۱ که مصادف با جنگ قره‌باغ بود، تمامی سیصد هزار آذربایجانی‌ بومی ارمنستان از این کشور اخراج شدند و امروزه جمعیت آذربایجانی‌ها در ارمنستان توسط کمیساریای عالی سازمان ملل برای پناهندگان تنها ۳۰ - ۱۰۰ نفر تخمین زده می‌شود.که همان افراد نیز به صورت اکثریت در مناطق روستایی زندگی می‌کنند و عمدتاً از ازدواج‌های مختلط در ارمنستان و افراد پیر و بیمار تشکیل شده‌اند. طبق گزارش‌ها، بسیاری از آن‌ها نام خود را برای جلوگیری از تبعیض عوض کرده‌اند.

## پیشینه
پس از پیوستن خانات ایروان به امپراتوری روسیه در سال ۱۸۲۸، بسیاری از مسلمانان (آذربایجانی‌ها) منطقه را ترک کردند و با ده‌ها هزار نفر از پناهندگان ارمنی از ایران جایگزین شدند.
دانشنامه افرون و بروک‌هاوس در آغاز قرن بیستم، جمعیت ترک‌های آذربایجانی‌ را به نقل از استانداری ایروان در دوران شوروی سابق، ۳۰۰،۰۰۰ نفر شمارش کرده‌بود که ۳۷٫۵٪ از جمعیت آن زمان ارمنستان را شامل می‌شد. آن دوران جغرافیای ارمنستان علاوه بر کشور کنونی ارمنستان، ایغدیر در ترکیه و جمهوری خودمختار نخجوان نیز در حوزه جغرافیایی منطقه ارمنستان در دوران شوروی سابق بودند.بیشترشان در مناطق روستایی و شهری پراکنده بودند از جمله شهر ایروان پایتخت کنونی ارمنستان در مقابل ۴۸٪ جمعیت از ارامنه. که ۴۹٪ را آذربایجانی‌ها تشکیل می‌دادند.

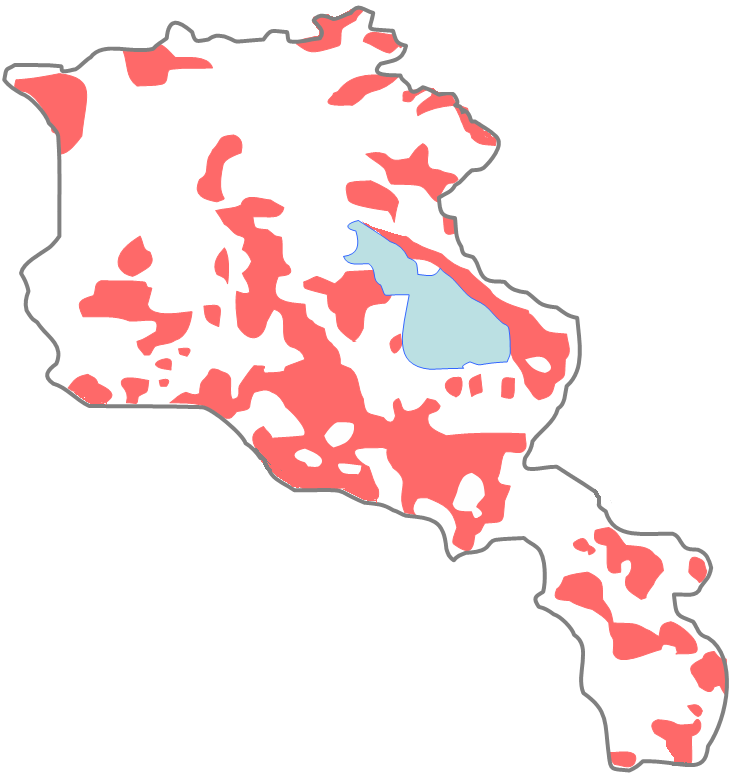
پراکنش جمعیتی آذربایجانی‌های ارمنستان به سال ۱۸۹۶-۱۸۹۰.
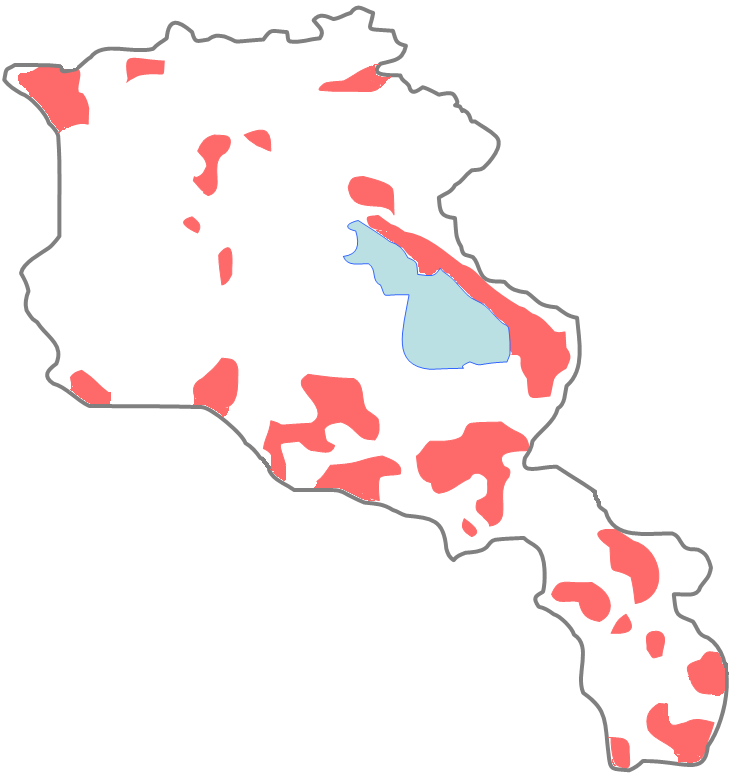
پراکنش جمعیتی آذربایجانی‌های ارمنستان در دوران شوروی به سال ۱۹۲۶.
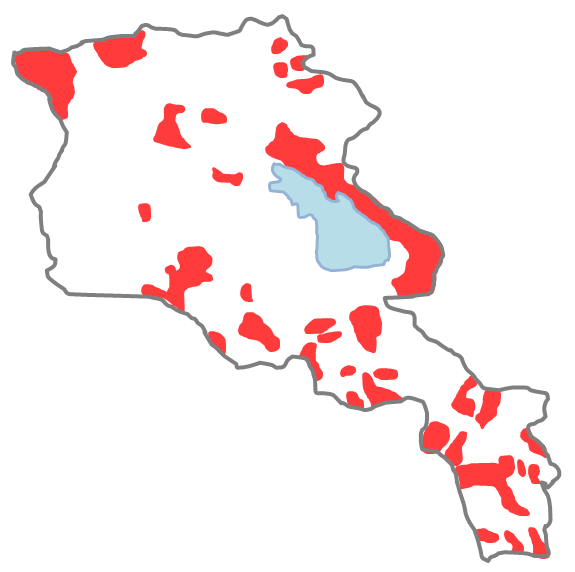
پراکنش جمعیتی آذربایجانی‌های ارمنستان در دوران شوروی به سال ۱۹۶۲.

## دین
از لحاظ دینی-مذهبی اکثریت آذربایجانی‌ها را شیعیان تشکیل می‌داند، به جز مناطق کوچکی از تالین، شیراک و ودی که سنی‌مذهب بودند.

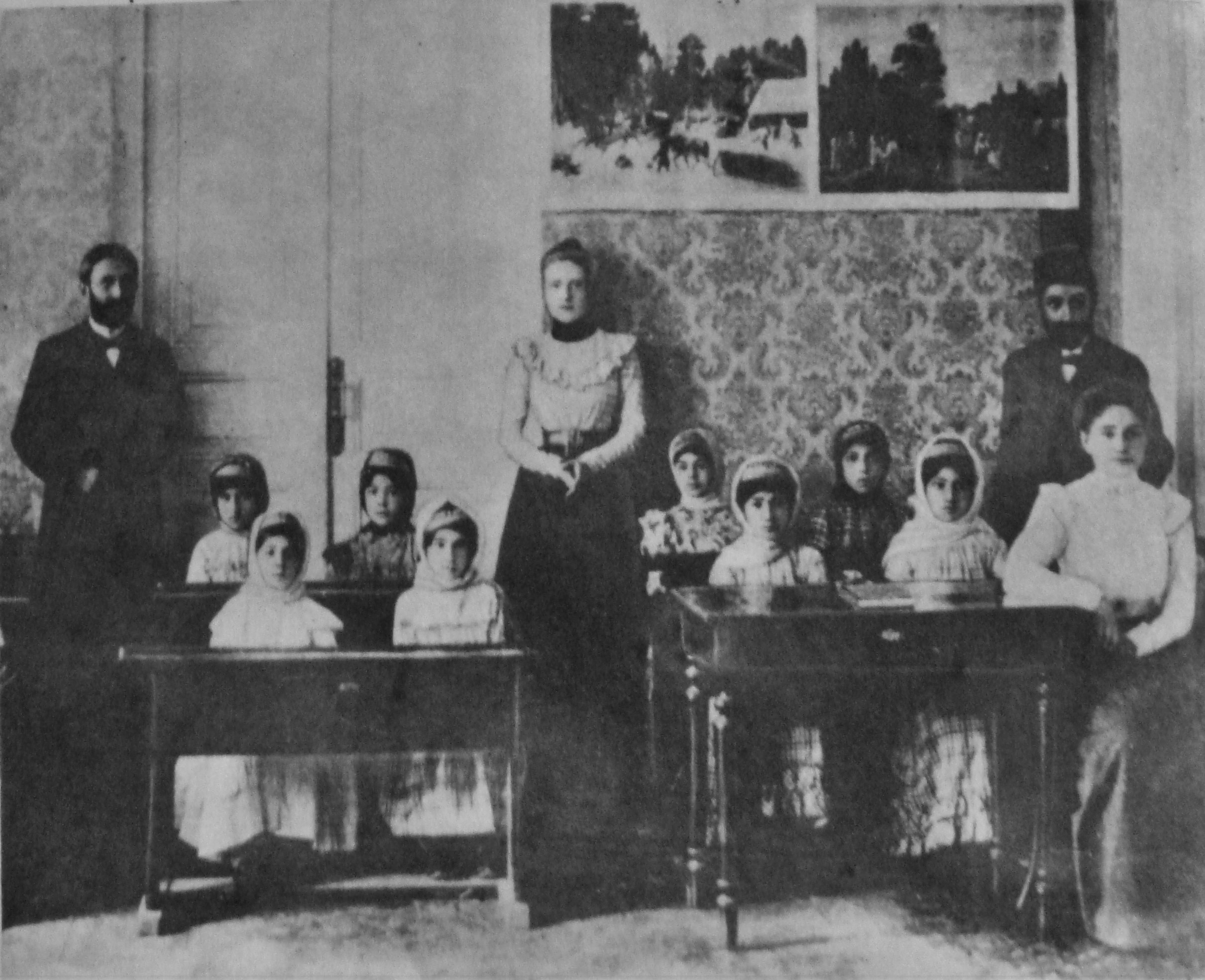
کارکنان و دانش آموزان مدرسه دخترانه روسی-مسلمان ایروان به سال ۱۹۰۲ میلادی

## اخراج آذربایجانی‌ها

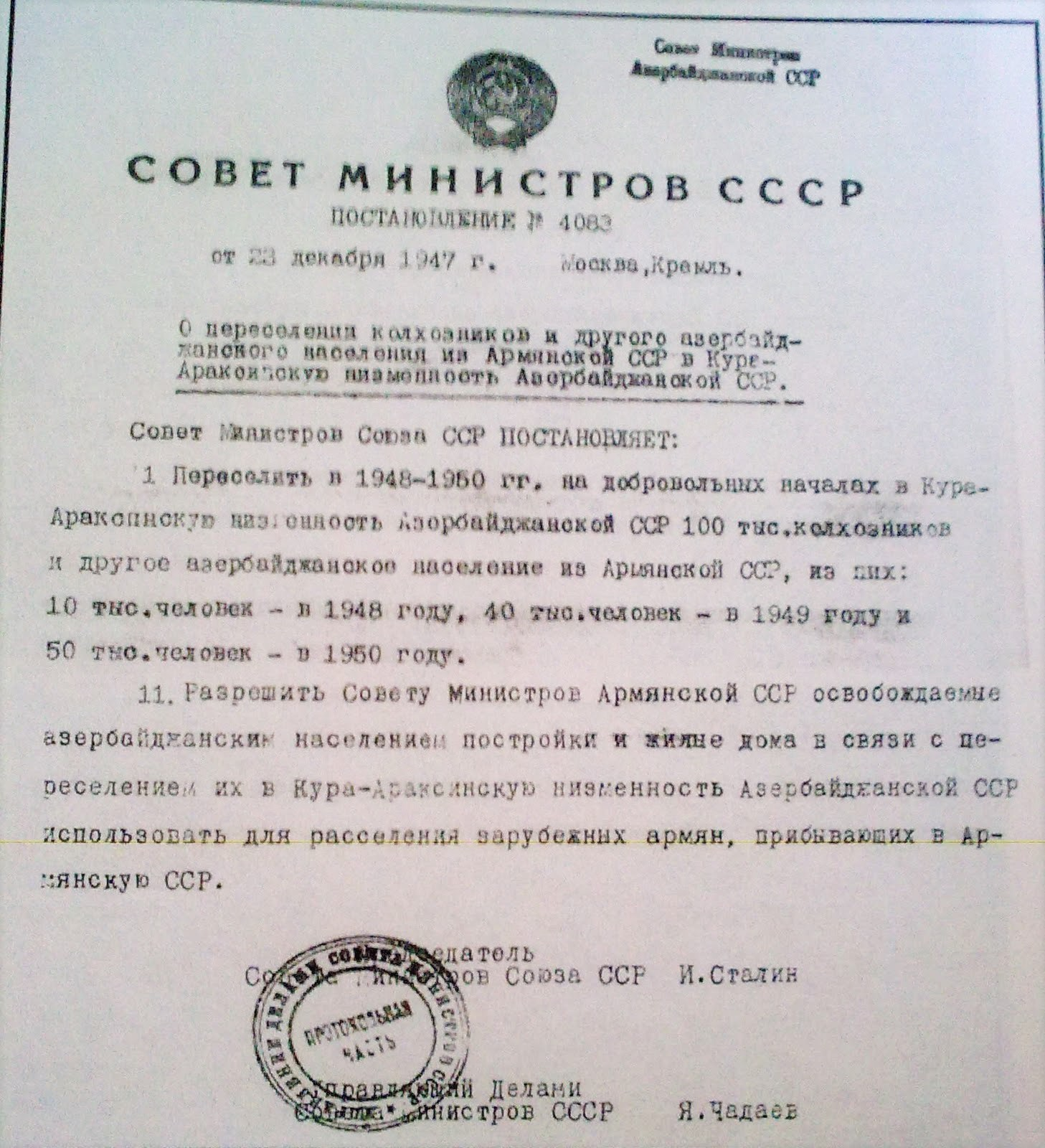
استالین فرمان و سفارش اخراج آذربایجانی‌ها از جمهوری سوسیالیستی ارمنستان شوروی و جایگزینی ارامنه خارجی را به داخل ارمنستان در ۲۳ دسامبر ۱۹۴۷ به امضا رسانید.

قرن بیستم، برای آذربایجانی‌های ارمنستان دوره مهاجرت به حاشیه راندن، تبعیض و جرم اغلب اجباری بودکه منجر به تغییرات قابل توجهی در ترکیب قومی این کشور شد، آذربایجانی‌ها حتی تا آغاز جنگ قره‌باغ نیز بزرگترین اقلیت ارمنستان بودند. در سال ۱۹۰۵-۱۹۰۷ استانداری ایروان عرصه درگیری بین ارامنه و آذربایجانی‌ها را متوجه دولت روسیه کرده‌بود که در جریان انقلاب روسیه در ۱۹۰۵ باعث تحریک ملت شده‌بود.
پس از سال ۱۹۱۸ جنگ بر سر مسائل مرز مشترک جمهوری سوسیالیستی ارمنستان شوروی و جمهوری سوسیالیستی آذربایجان شوروی از سر گرفته‌شد و جنگ همراه با هجوم پناهندگان ارمنی که منجر به قتل‌عام گسترده مسلمانان در ارمنستان گردید. آندرانیک اوزانیان و روبن ترمیناسیان در تخریب شهرک‌های مسلمانان و طرح همگن‌سازی قومی برنامه‌ریزی شده‌ای با مخلوط‌سازی جمعیت را از طریق پناهندگان ارمنی ترکیه از سر گرفتند.
پس از آن جمعیت آذربایجانی‌ها کمتر شد، با توجه به همه این اخراج‌ها اتحاد جماهیر شوروی در سرشماری سال ۱۹۲۶ جمعیت آذربایجانی‌ها را تنها ۷۸،۲۲۸ اعلام کرده‌بود که در ارمنستان زندگی می‌کردند و شامل ۸٫۸ درصد از جمعیت کل این کشور در آن دوران می‌شد.پس از فروکش کردن درگیری‌ها جمعیت‌شان تا ۱۳۱،۰۰۰ نفر نیز فزونی یافت. در سال ۱۹۴۷، گریگور آرتینف دبیر اول حزب کمونیست ارمنستان، موفق به متقاعد کردن شورای وزیران اتحاد جماهیر شوروی به صدور فرمان توسط استالین تحت عنوان اقدامات برنامه‌ریزی شده برای کوچ مجدد کارگران آذربایجانی ارمنستان به جمهوری سوسیالیستی آذربایجان شوروی شد.
بر اساس این حکم، آذربایجانی‌ها بین سال‌های ۱۹۴۸-۱۹۵۱ توسط برخی منابع به جمهوری سوسیالیستی آذربایجان شوروی نفی بلد شدند. تا راه برای ورود ارمنی‌های خارج از کشور باز شود که در طول چهار سال ۱۰۰،۰۰۰، آذربایجانی از جمهوری سوسیالیستی ارمنستان شوروی تبعید شدند. طوری‌که جمعیت آنان در سال ۱۹۵۹ به ۱۰۷۷۴۸ تقلیل یافت. و در سال ۱۹۷۹، آذربایجانی‌ها ۱۶۰۸۴۱ نفر و ۵٫۳٪ از جمعیت کل ارمنستان را تشکیل می‌دادند. جمعیت آذربایجانی‌های شهر ایروان، که زمانی اکثریت جمعیت را در سال‌های ۱۹۵۹ و قبل از آن تشکیل می‌دادند، در سال ۱۹۸۹ به ۰٫۷٪ به ۰٫۱٪ کاهش یافت.

## مناقشه قره باغ کوهستانی
در زمان مناقشه بر سر قره‌باغ جمعیت بزرگی از آذربایجانی‌ها در این منطقه زندگی می‌کردند. ناآرامی‌های مدنی در قره باغ کوهستانی در سال ۱۹۸۷ که اغلب منجر به آزار و اذیت آذربایجانی‌ها می‌شد و مجبور به ترک ارمنستان شدند. در ۲۵ ژانویه ۱۹۸۸ اولین موج از پناهندگان آذربایجانی از ارمنستان در شهر سومقاییت مستقر شدند.
با توجه به اخراج اجباری، خشونت‌های قومی توسط ملی‌گرایان صورت گرفت که براساس درگیری‌های قومی صورت گرفته در نوامبر ۱۹۸۸ حدود ۲۵ نفر از آذربایجانی‌ها که در مقابل مهاجرت اجباری مقاومت نشان داده‌بودند، کشته شدند. (تعداد کشته‌شدگان را منابع ارمنستانی ۲۰ نفر در منطفه روستایی گوآرک و منابع جمهوری آذربایجان ۲۱۷ نفر مدعی‌است.)
بنابراین، در سال ۱۹۸۸-۱۹۹۱ مابقی آذربایجانی‌های ارمنستان به جمهوری آذربایجان فرار کرده، کمیساریای عالی سازمان ملل برای پناهندگان از پناهنده شدن و مهاجرت اجباری بیش از ۲۰۰،۰۰۰ نفر را به جمهوری آذربایجان در طول ۱۹۸۹ اعلام کرده‌بود.

## وضعیت کنونی

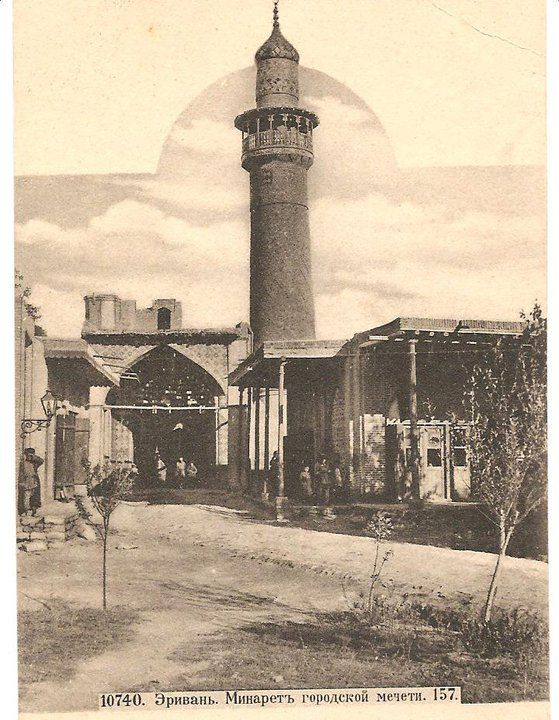
مسجد کبود ایروان

با خروج کامل آذربایجانی‌ها، زندگی و فرهنگ آذربایجانی نیز در ارمنستان متوقف شد. همچنین اقداماتی مانند تخریب مسجدی در خیابان واردانانتس ایروان به سال ۱۹۹۰ توسط بولدزر انجام شد. مسجد کبود ایروان که تنها مسجد باقی‌مانده در ایروان است پس از دهه ۱۷۶۰ در اختیار آذربایجانی‌ها قرار داشت، که پس از استقلال ارمنستان و اخراج آذربایجانی‌ها، اداره مسجد در اختیار مسئولین ایرانی قرار گرفت. و نام‌های جغرافیایی با ریشه ترکی به نام ارمنی تغییر یافت. علاوه بر این از سال ۱۹۳۰ به بعد نیز تمامی اماکن جغرافیایی با ریشه زبان‌های ترکی‌تبار به زبان ارمنی تغییر می‌یافت. برخی عناصر نیز سعی در پاک کردن واقعیت تاریخی سکونت مسلمانان در بخش قابل توجهی از ارمنستان را از نظر جمعیت محلی آنجا داشتند.